# Шик, Кристиан Готлиб
Кристиан Готлиб Шик (нем. Christian Gottlieb Schick; 15 августа 1776, Штутгарт — 7 мая 1812, Штутгарт) — немецкий живописец романтического направления. Работал в Риме, писал картины исторического жанра, портреты и пейзажи.

## Жизнь и творчество
Кристиан Готлиб Шик родился в Штутгарте (Баден-Вюртемберг). С 1795 по 1797 год обучался живописи в Высшей школе Карла (Hohen Karlsschule) в Штутгарте, с 1787 года у Филиппа Фридриха фон Хеча, последователя Жака-Луи Давида, затем, в 1795 году, продолжил обучение у Иоганна Генриха фон Даннекера.
В 1798—1802 годах Шик работал в Париже, в художественном ателье Жака-Луи Давида, который помог ему усовершенствовать свою технику, не утратив при этом художественной индивидуальности.
С 1802 по 1811 год Кристиан Готлиб Шик жил и работал в Риме, находился в кругу таких выдающихся людей, как Й. А. Кох, В. Камуччини, Л.Тик, Ф. Шлегель. Он стал важной фигурой в художественных и интеллектуальных кругах этого города. Был другом Вильгельма фон Гумбольдта и его семьи. В последние годы жизни его индивидуальный стиль претерпел эволюцию от рафаэлевского классицизма к немецкому романтизму. В эстетическом отношении, он, подражая в своих пейзажах Никола Пуссену, в портретах одновременно был близок и ампирному стилю Давида, и римскому кружку назарейцев.
В 1809 году, после художественной выставки на Капитолии, где экспонировались его работы, группой французских и итальянских художников ему была вручена специальная грамота и почётный лавровый венок.
В 1811 году Кристиан Готлиб Шик возвратился в свой родной город, но через несколько месяцев после этого умер от болезни сердца.

## Галерея

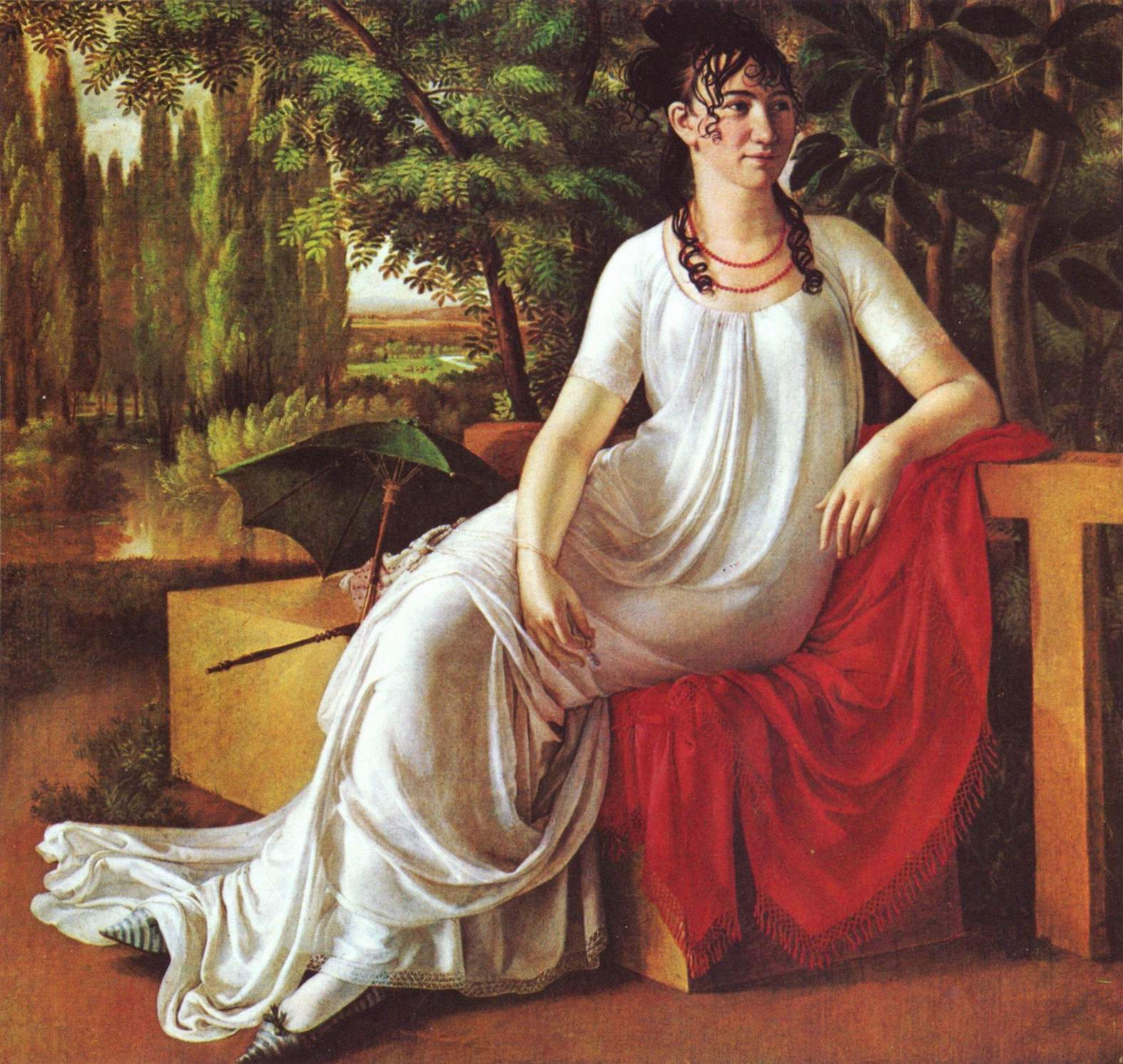
Портрет миссис фон Котта. 1802. Холст, масло. Государственная галерея искусств Штутгарта
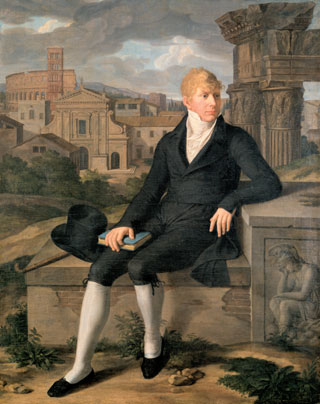
Фредерик IV Саксен-Гота-Альтенбургский на Римском форуме. 1806
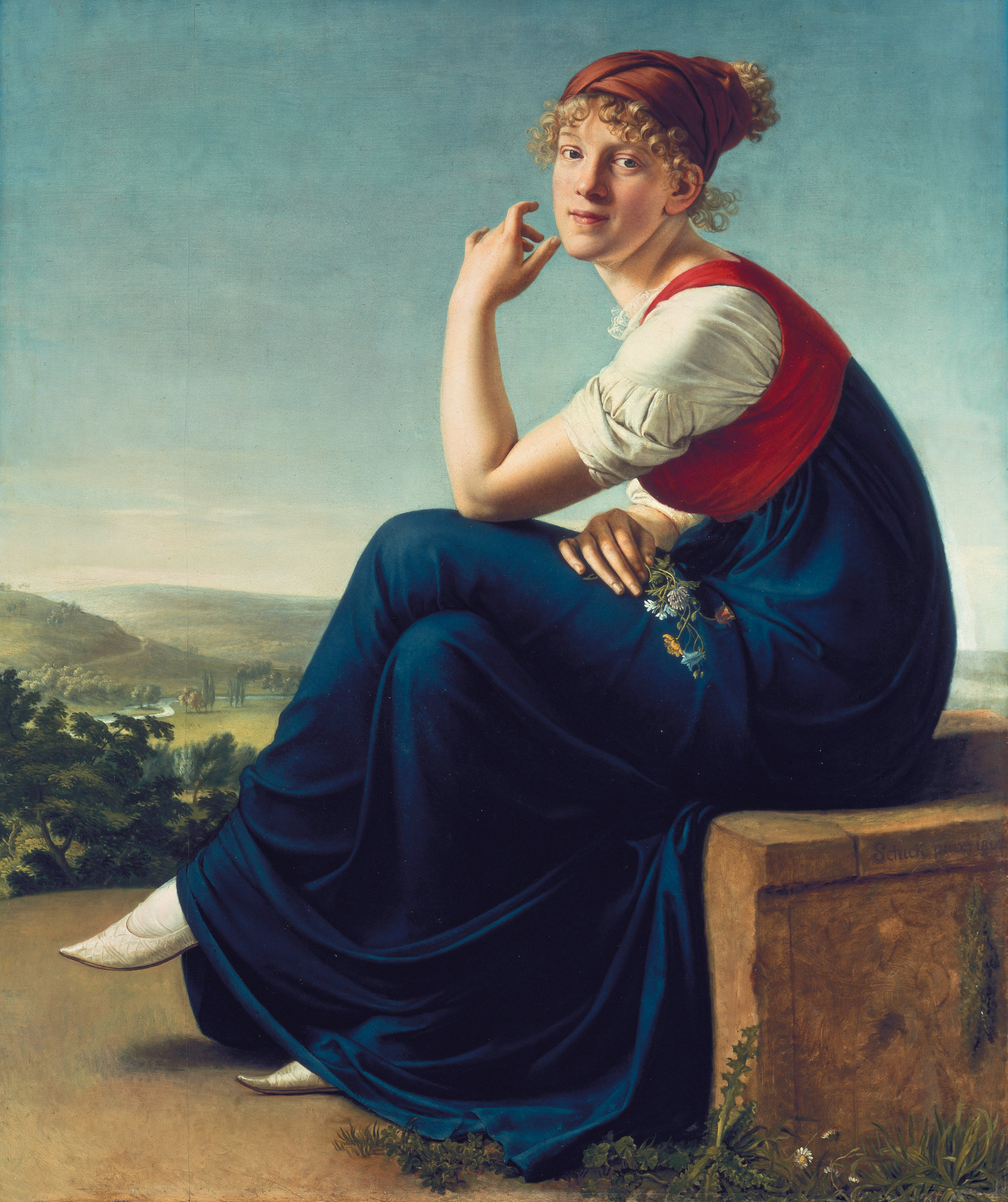
Портрет Хайнрике Даннекер. 1802. Холст, масло. Старая национальная галерея, Берлин
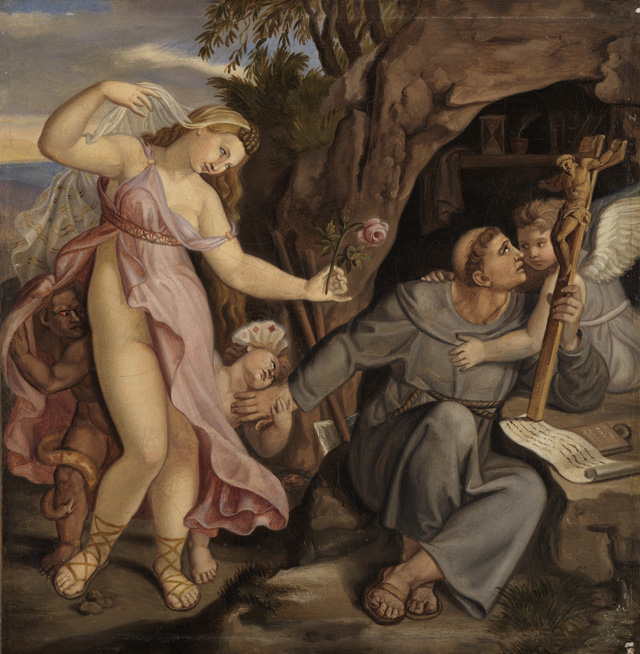
Искушение Святого Антония. 1801. Холст, масло. Кунстхалле, Карлсруэ
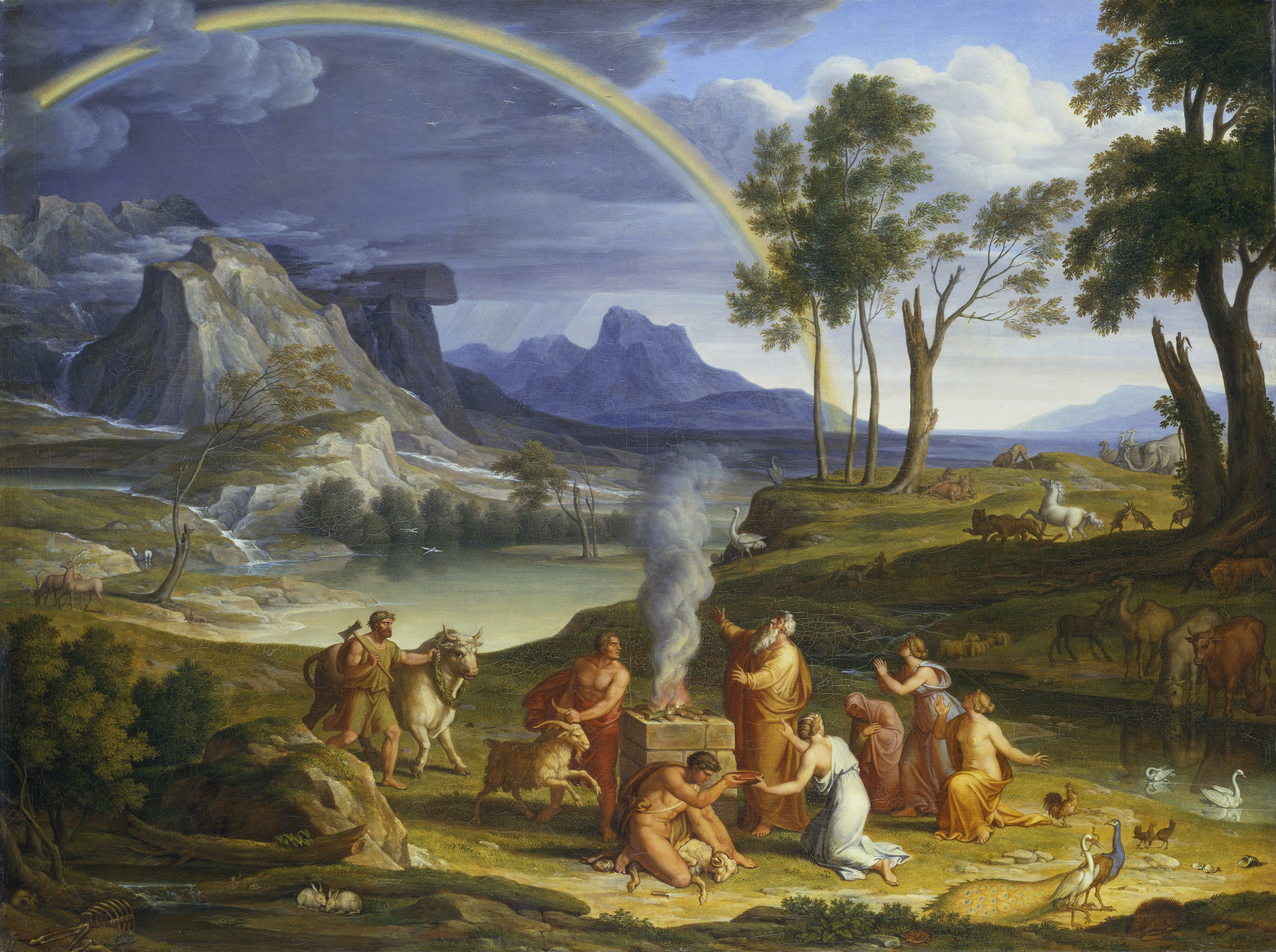
Й. А. Кох и К. Г. Шик. Пейзаж с жертвоприношением Ноя. 1803. Холст, масло. Штеделевский художественный институт, Франкфурт-на-Майне
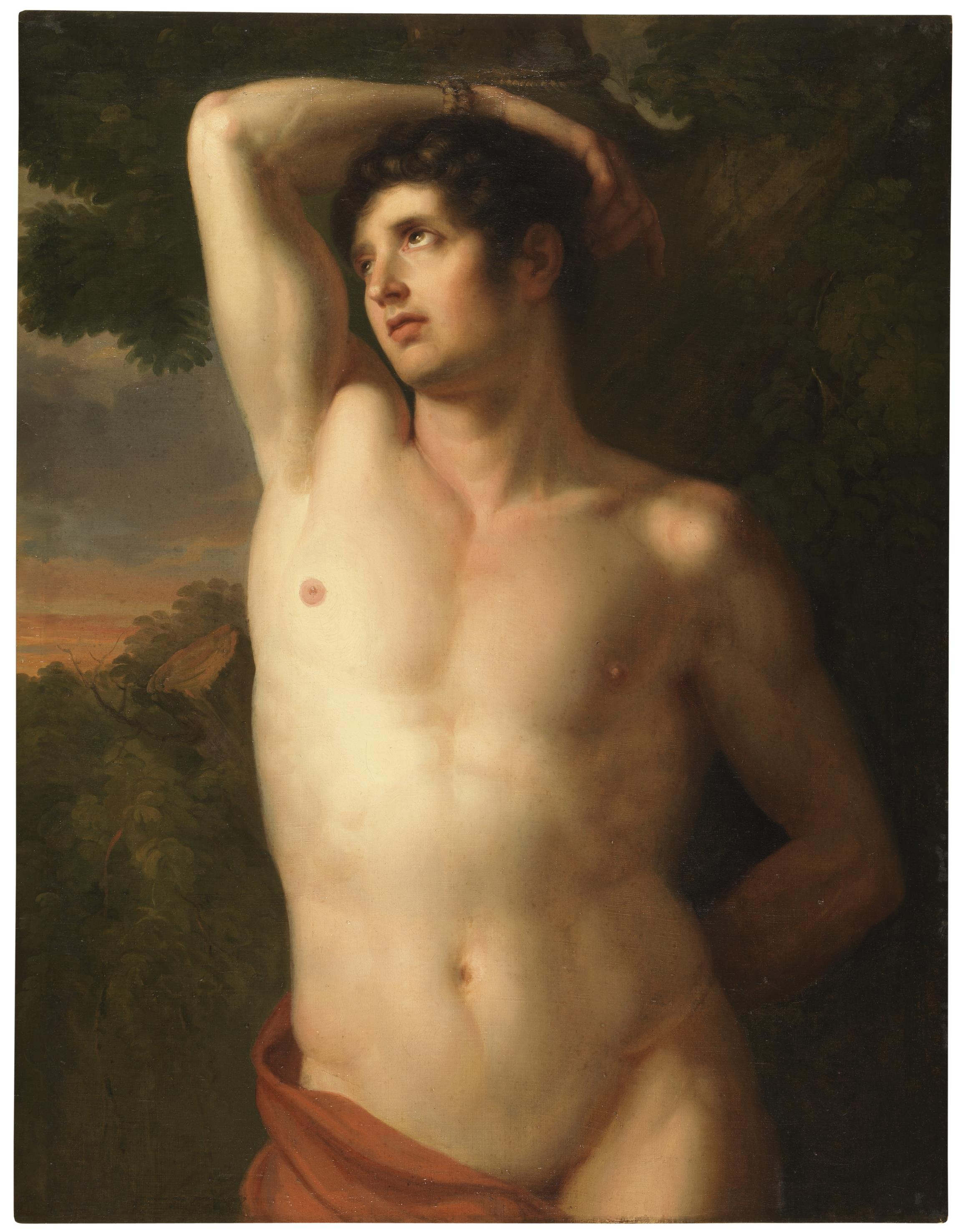
Святой Себастьян. Между 1798 и 1802. Холст, масло. Прадо, Мадрид